# Kiersten Warren
Kiersten Warren,  née le 4 novembre 1965 en Iowa, est une actrice américaine. 

## Biographie

### Vie privée
Elle a été mariée avec le scénariste Jonathan Lemkin avec qui elle a eu une fille, l'actrice Misti Traya (en), née en 1981. 
Elle se marie par la suite avec l'acteur Kirk Acevedo, avec qui elle a eu une fille prénommée Scarlett. 

## Filmographie

### Cinéma
- 1996 : Independence Day : Tiffany
- 1997 : Painted Hero : Teresa
- 1999 : Les Aiguilleurs (Pushing Tin) : Karen
- 1999 : Liberty Heights de Barry Levinson : Annie the Stripper
- 1999 : L'Homme bicentenaire (Bicentennial Man) : Galatea
- 2000 : Duos d'un jour (Duets) de Bruce Paltrow : Candy Woods
- 2001 : Party boys (Circuit) : Nina
- 2002 : Les Divins secrets (Divine Secrets of the Ya-Ya Sisterhood) : Younger Necie Kelleher
- 2003 : Intolérable Cruauté (Intolerable Cruelty) : Claire O'Mara
- 2003 : The Snow Walker : Estelle
- 2003 : Black Cadillac : Jeannie
- 2004 : 30 ans sinon rien (13 Going On 30) : Trish Sackett
- 2006 : Hoot : Mrs. Eberhardt
- 2008 : Les Toiles de Noël : Tanya
- 2016 : The Thinning : Barbara Michaels

### Télévision
- 1990 : Exile: Diana
- 1990 : Silhouette: Sandra Kimball
- 1991 : False Arrest: Eden
- 1992 : Fugitif au Texas (Fugitive Among Us): Sherry Nash
- 1992 : Le Cimetière oublié: Tina
- 1994 : Saved by the Bell: Wedding in Las Vegas: Alex Taber
- 1997 : JAG : Princesse Alexandra
- 1998 : Maximum Bob ("Maximum Bob"): Leanne Lancaster
- 2003 : A Painted House: Stacy Dale
- 2004 : Paradise: Grace Paradise
- 2009 : Fringe : Contre nature : Sonia
- 2006 : Desperate Housewives: Nora Huntington
- 2007 : Slacker Cats: Tabitha
- 2009 : Nip/Tuck: Jenny Juggs
- 2009 : Aux portes du destin (Acceptance): Grace
- 2011 : Les Experts : Miami: Petites têtes couronnées : Darla Chambers
- 2011 : Au-delà de l'espoir : La mère de Danny
- 2012 : Bunheads: Claire
- 2012 : Desperate Housewives : Nora Huntington dans le double épisode final de la série
- 2014 : Mentalist : ... avec le feu : Kelis Weir (épisode 12 de la saison 7)